# Mercedes 24/100/140 PS
Mercedes 24/100/140 PS (с 1928 года — Mercedes-Benz Typ 630) — серия больших роскошных легковых автомобилей, представленных немецкой компанией «Daimler-Motoren-Gesellschaft» из Унтертюркхайма в 1924 году. Автомобиль был концептуально и технически схож с «Mercedes 15/70/100 PS», однако модель «24/100/140 PS» была длиннее, тяжелее, мощнее, быстрее и дороже. Определяющей чертой данной флагманской линейки транспортных средств стал переключаемый нагнетатель («Kompressor»), установленный на двигателе и увеличивающий мощность автомобиля. Производство серии продолжалось до 1929 года даже после слияния предприятия Даймлера с компанией Бенца в июне 1926 года, после чего её название было изменено на «Mercedes-Benz Typ 630».
В 1926 года была представлена спортивная версия автомобиля под названием «Modell K», иногда упоминаемая как «Mercedes-Benz 24/110/160 PS». Она имела модернизированное шасси, трансмиссию и улучшенные характеристики силового агрегата.

## История

### Разработка

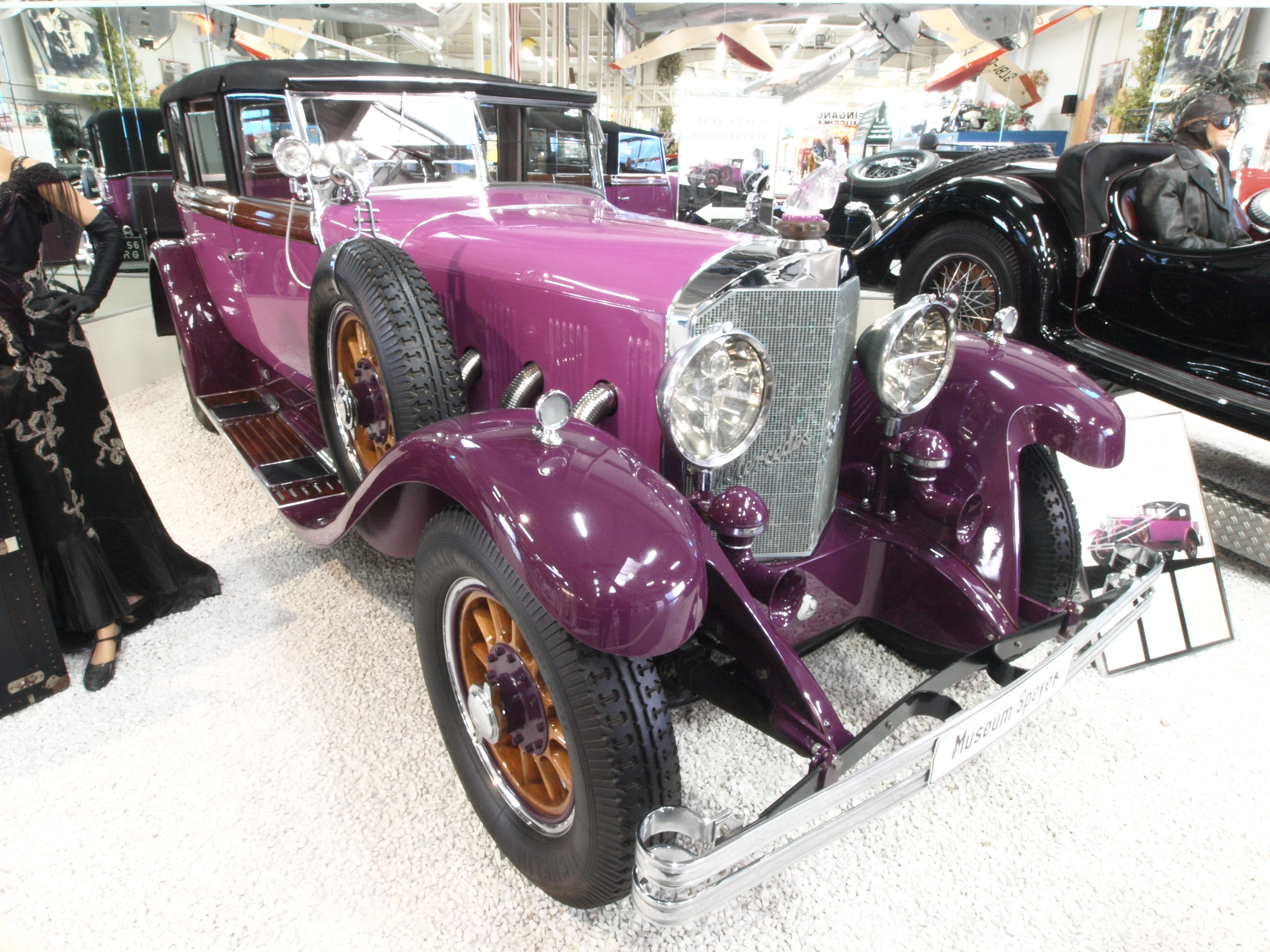
«Mercedes-Benz Typ 630» 1928 года

Планы по разработке нового автомобиля были составлены ещё техническим директором компании «Daimler-Motoren-Gesellschaft» Паулем Даймлером, сыном основателя предприятия. В то время как Даймлер был намерен разработать новую восьмицилиндровую модель, наблюдательный совет фирмы требовал от него разработки серийного автомобиля, который будет иметь хорошие показатели продаж. После возникновения ожесточённых разногласий по поводу новой модельной политики Пауль покинул компанию в 1922 году, перейдя к конкурирующему производителю автомобилей «Horch». Его преемник, Фердинанд Порше, возглавил конструкторское бюро 30 апреля 1923 года и прибыл на завод в Австрию для завершения разработки и отработки планов выпуска новой серии, которая получила название «24/100/140 PS». Стратегические идеи развития модели были одинаковыми у обоих инженеров и основывались на технологиях, хорошо зарекомендовавших себя на гоночных автомобилях компании. Придерживаясь решения с применением нагнетателя, представленного Даймлером, Фердинанд приступил к разработке двух новых гоночных автомобилей, а также двух моделей легковых автомобилей высшего класса. В результате применив знания и опыт, полученные на гоночных трассах, конструкторы компании разработали два больших, быстрых и очень дорогих дорожных автомобиля — «15/70/100 PS» и «24/100/140 PS».
Внутренними кодами новых моделей, необходимыми для эффективного документирования продукции, стали W836 и W9456. Они соответствовали номенклатурной системе, введённой компанией «DMG» в 1922 году и основанной на давно установленных внутренних кодах двигателей. При маркировке шасси использовался тот же номер, что и у двигателя, с той лишь разницей, что литера «M» (от нем. Motor — «двигатель») была заменена на «W» (от нем. Wagen — «автомобиль»). Сам кодовый номер состоял из систематизированной комбинации размеров и количества цилиндров. Так, например, M9456 подразумевал шестицилиндровый двигатель с диаметром цилиндра 90 мм (первая цифра) и ходом поршня 145 мм (последние цифры).

### Премьера
Автомобиль «Mercedes 24/100/140 PS» был запущен в серийное производство и представлен публике в декабре 1924 года. Презентация новой модели прошла в рамках Берлинского автомобильного салона, который отметил свое 25-летие, открыв дополнительный выставочный зал. Автомобиль стал флагманской моделью компании, переняв это почётное звание у «Mercedes 28/95 PS», производство которого было прекращено в августе 1924 года.
В начале 1926 года, в преддверии слияния, была разработана спортивная версия «24/100/140 PS», которая оснащалась шасси уменьшенной длины с короткой колёсной базой в 3400 мм (-350 мм) и получила к названию суффикс «К». Помимо модифицированной подвески модель получила обновлённый двигатель, степень сжатия в котором была увеличена до 5,0:1, а высоковольтное магнитовоспламенение было дополнено зажиганием от аккумуляторной батареи. Весной 1926 года компания получила заказ на 20 единиц модели «К». Первые автомобили были поставлены уже в мае того же года несмотря на то, что новая топовая модель серии не была частью официальной программы продаж и даже не фигурировала в прайс-листе. Особенностью новой эксклюзивной модели были наружные выхлопные трубы, помещённые в металлические трубы. Данное решение отличало внешний вид особенно спортивных и мощных моделей компании ещё со времён автомобиля «Mercedes 37/90 PS». В пресс-релизе, выпущенном по случаю Берлинского автомобильного салона в октябре 1926 года, новая модель описывалась следующими словами:

Чтобы удовлетворить особые потребности джентльмена, желающего принять участие в спортивных соревнованиях, концерн Daimler-Benz AG выпустил шестилитровую модель «К», максимальная производительность которой превосходит даже стандартную модель.
Оригинальный текст (нем.) Für die besonderen Bedürfnisse des Herrenfahrers, der sich an sportlichen Wettbewerben beteiligen will, hat die Daimler-Benz A.G. das Modell "K" des Sechsliter-Typs herausgebracht, dessen Spitzenleistung noch über der des normalen Modells liegt. 

После слияния двух немецких автомобильных предприятий встал вопрос о пересмотре и модернизации ассортимента продукции нового концерна. Наряду с двумя автомобилями класса люкс, в число которых входил «Mercedes 24/100/140 PS», Штутгартская компания также работала над двухлитровой моделью, которая была разработана в соответствии с аналогичными принципами. Тем не менее, высокие издержки производства указывали на тот факт, что технически сложная конструкция не была полностью пригодна для дешёвого серийного автомобиля. По окончании продолжительных дискуссий, проводившихся на многочисленных заседаниях совета руководителей предприятия, представителям из Мангейма удалось продвинуть свои идеи и приступить к разработке менее амбициозной, технически надёжной и дешёвой серийной модели. В результате в конце 1926 года вместо автомобиля с двухлитровым двигателем и наддувом Порше в серийное производство поступили модели «8/38 PS» и «12/55 PS». Стоимость «Mercedes 24/100/140 PS» на данном этапе составляла 19 250 марок за исключительно шасси, 23 800 за пятиместный туринг с открытым верхом (24 000 для семиместного), 26 750 за шести/семиместное купе и 27 750 за пульман-лимузин.

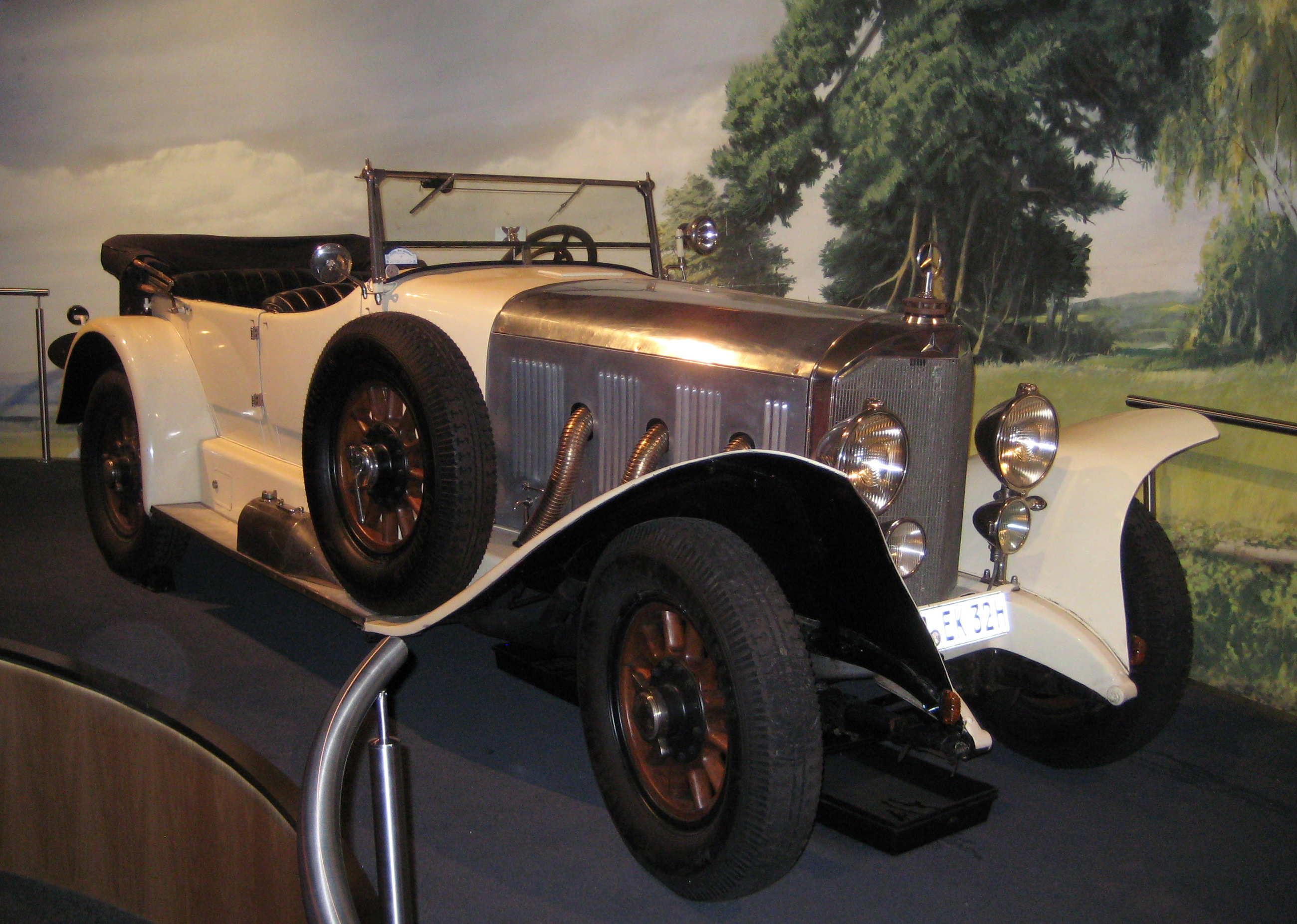
«Mercedes-Benz Typ 630K» (спортивная версия)

На протяжении всего выпуска конструкция автомобиля «Mercedes 24/100/140 PS» претерпела лишь небольшое число модификаций. Изменение названия на «Mercedes-Benz Typ 630», последовавшее за слиянием фирм «Daimler-Motoren-Gesellschaft» и «Benz & Cie.», не сопровождалось какими-либо серьёзными изменениями в автомобиле. Тем не менее, в 1927 году центр тяжести модели был понижен в результате перехода на применение подвешенного ниже оси шасси (на ранней версии автомобиля применялось решение подвесной конструкции шасси под названием «Hochbett», в случае которого элементы продольного шасси крепились непосредственно над осями). В 1928 году эффективность тормозной системы была улучшена за счёт применения вакуумной технологии. Кроме того, был пересмотрен и обновлён ассортимент доступных заводских кузовов.
В 1929 году для «Mercedes-Benz Typ 630» появилась возможность устанавливать высокопроизводительный двигатель мощностью 110 л. с. (81 кВт) / 160 л.с. (118 кВт), который с 1928 года был доступен только для спортивных автомобилей. Стоимость данной дополнительной опции составляла 2000 немецких марок, что составляло около 8 % от общей стоимости модели с классическим двигателем «Typ 630» (стоимость шестиместного автомобиля с открытым кузовов туринг на тот момент составляла 24 000 марок).
Производство стандартной модели серии полностью прекратилось в июле 1929 года. В период с октября 1928 года по июль 1929 года было произведено 37 автомобилей с традиционным двигателем и 65 моделей «K». Сборка наиболее мощных версий продолжалась до апреля 1930 года. На момент окончания производства количество выпущенных экземпляров автомобилей серии по заявлению производителя составило 1033 единицы (по другой информации 1080 единиц с выпуском до 1930 года плюс 117 единиц со спортивным двигателем). На замену для роскошной версии в кузове лимузин пришёл ещё более громоздкий и мощный автомобиль «Mercedes-Benz Typ 770» (W07). Спортивную версию «K» постепенно стали заменять модели «Mercedes-Benz SS и SSK», производство которых, хоть и в очень небольшом количестве, стартовало ещё в 1928 году.

## Особенности наименования
На момент начала выпуска новой серии автомобилей в 1924 году компания «Daimler-Motoren-Gesellschaft» уже много лет выпускала собственную продукцию под брендом «Mercedes». Для определения рыночного названия модели производитель применил широко распространённые немецкие соглашения о наименованиях того времени. Так, в «24/100/140 PS» приставка «24» указывала на количество налоговых лошадиных сил автомобиля, используемых властями для определения уровня ежегодного налога на транспортное средство, который уплачивал его владелец. Числа «100» и «140» определяли заявленные характеристики изготовителя относительно фактической выходной мощности автомобиля и указывались в метрической лошадиной силе. В Германии налоговая лошадиная сила, которая была определена законом с 1906 года, основывалась на размерах цилиндров в силовом агрегате транспортного средства. В отличие от систем, используемых в других странах Европы, в немецких расчётах количества налоговых лошадиных сил учитывались как диаметр цилиндра, так и ход поршня, а потому имелась прямая линейная зависимость между размером двигателя и налоговой мощностью. 
Необычной особенностью в названии данной серии автомобилей было включение сразу двух разных показателей выходной мощности. Это связано с наличием отключаемого нагнетателя, установленного на двигателе. При отключённом устройстве максимальная заявленная мощность составляла 100 л.с., а при использовании нагнетателя увеличилась до 140 лошадиных сил.
Модель «Mercedes 24/100/140 PS» была одной из двух моделей компании «DMG», которая пережила слияние предприятия с фирмой «Benz & Cie.». По соглашению, принятому руководствами обеих сторон, вся продукция объединённого концерна Daimler-Benz AG теперь должна была выпускаться под брендом «Mercedes-Benz», а обозначения моделей должны были представлять собой трёхзначное число, которое при умножении на 10 отражало рабочий объём двигателя. В связи с этим наименование серии сменилось на «Mercedes-Benz Typ 630».

## Описание

### Кузова

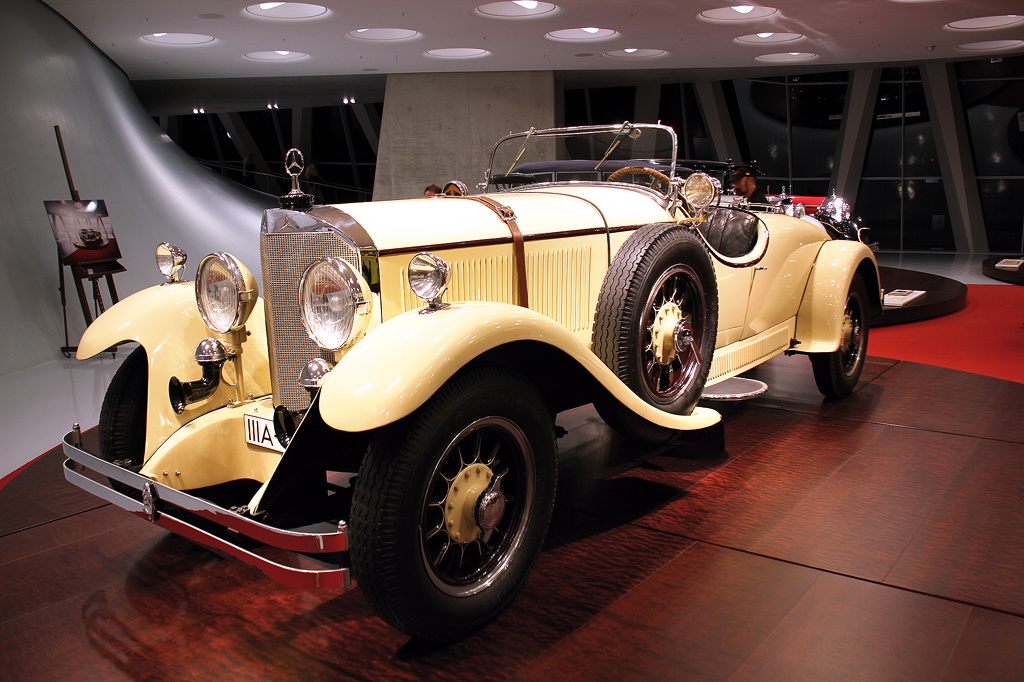
Кабриолет «Mercedes 24/100/140 PS»

Автомобиль «Mercedes 24/100/140 PS» разрабатывался таким образом, чтобы клиенты компании имели возможность приобрести исключительно шасси, на которое в дальнейшем мог быть установлен кузов, выпущенный на заказ независимым производителем. Одним из наиболее ярких примеров является экземпляр, принадлежавший Паулю фон Гинденбургу, президенту Германии, чей «Typ 630» 1929 года выпуска оснащался кузовом Пульман-Ландо, выпущенным Берлинской кузовной мастерской «Jos. Neuss».
В число компаний-изготовителей кузовов по проектам клиентов входили такие известные фирмы, как «Balzer» (Людвигсбург), «Castagna» (Брюссель), «Erdmann & Rossi» (Берлин), «Zurich Hibbard & Darrin» (Париж), «Zschau» (Лейпциг), «Papler & Sohn GmbH» (Брюссель) и другие. 
Само предприятие-изготовитель предлагало автомобиль в кузовах четырёх или (с 1925 года) шестиместное торпедо («Tourenwagen»), шестиместный лимузин («Pullman-Limousine»), шестиместный ландо («Landaulet»), купе-лимузин («Coupe-Limousine») и четырёхдверный четырёхместный кабриолет.

### Двигатель
На автомобиль устанавливался рядный шестицилиндровый (I6) бензиновый двигатель внутреннего сгорания с рабочим объёмом в 6240 см3. В конструкции силового агрегата был предусмотрен верхний распределительный вал, который в то время был необычной особенностью. Как и в четырёхцилиндровых моделях он приводился в действие вертикальным валом, который размещался внутри съёмной чугунной головки цилиндра и использовал качающиеся рычаги для управления клапанами. Чугун также применялся и для производства гильз цилиндров, которые были установлены в блоке из лёгкого сплава. Как и на модели «AD 617», выпущенной филиалом Austro-Daimler, в конструкции автомобиля применялся коленчатый вал с четырьмя подшипниками и съёмной головкой цилиндров. Выделяющейся особенностью являлось использование сухой многодисковой муфты вместо двойного конусного сцепления с кожаным чехлом. Система питания представляла собой один дроссельный карбюратор с кольцевым поплавком. Охлаждение осуществлялось при помощи заострённого никелированного ячеистого радиатора. Для увеличения мощности двигателя применялся переключаемый нагнетатель, который уже был испытан на гоночных автомобилях компании ранее. Он располагался у переднего конца двигателя в легкосплавном корпусе с охлаждающими рёбрами. Активация нагнетателя происходила при нажатии педали акселератора до отказа (данный режим в современных автомобилях известен как «кикдаун»). При выключенном устройстве максимальная заявленная мощность составляла 100 л. с. (74 кВт) при 2800 об/мин; при работе нагнетателя максимальная мощность повышалась до 140 л. с. (103 кВт) при 3100 об/мин. Максимальная скорость модели равнялась 115 км/ч (71 миль в час) или 120 км/ч (75 миль в час) в зависимости от типа установленной трансмиссии, которая различалась коэффициентом главной передачи (4.00 или 4.36). С последней также были связаны  стартер, воздушный насос для накачивания шин в случае их повреждения, рычаг переключения передач и ручной тормоз, а также педали сцепления и тормоза. Топливный бак объёмом 110 литров (стандартная модификация) или 140 литров (спортивная версия) располагался в задней части транспортного средства.
В октябре 1928 года конструкция двигателя была пересмотрена, благодаря чему его характеристики производительности возросли до 110 л. с. или 103 кВт (160 л. с. или 118 кВт при включённом нагнетателе).

### Ходовая часть

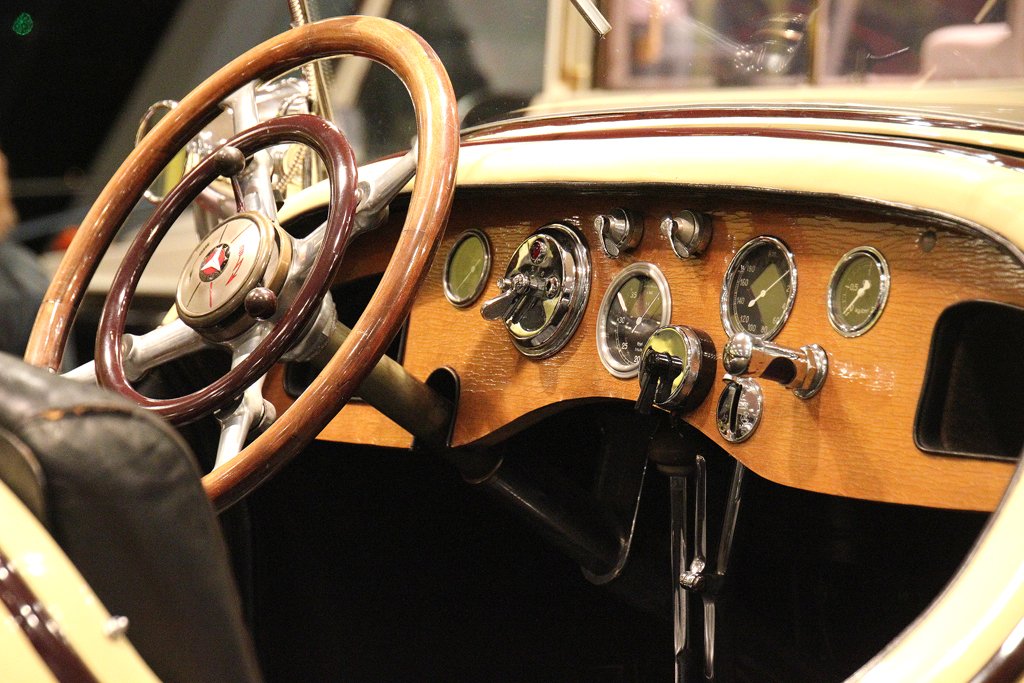
Салон автомобиля

Автомобиль «Mercedes 24/100/140 PS» реализовал традиционную переднемоторную заднеприводную компоновку. Мощность двигателя передавалась на задние колёса через многодисковую сухую дисковочную муфту и четырёхступенчатую механическую коробку передач. Рычаг переключения передач первоначально располагался справа от водителя, прямо за дверью, но на определённом этапе был перенесён в середину пола слева от водителя, что впоследствии стало более привычным местом расположения механизма управления трансмиссией.
Конфигурация подвески соответствовала требованиям своего времени. В конструкции шасси использовались стальная рама с U-образным профилем (полуэллиптические листовые рессоры) и жёсткие оси. В обеих частях автомобиля применялись полуэллиптические пружины. Для регулировки направления движения транспортного средства использовалось червячно-гайковое рулевое управление. До 1928 года для торможения применялся 
обычный механический ножной тормоз. Позже на автомобили стали устанавливать технологию вакуумного тросового привода «Bosch-Dewandre», которая воздействовала на все колёса транспортного средства. В качестве стояночного тормоза на всей продолжительности производства серии применялась механическая тормозная система, которая блокировала только задние колёса.